# Severino Reija
 (décembre 2023).
Si vous disposez d'ouvrages ou d'articles de référence ou si vous connaissez des sites web de qualité traitant du thème abordé ici, merci de compléter l'article en donnant les références utiles à sa vérifiabilité et en les liant à la section « Notes et références ».
Severino Reija Vázquez, né le 25 novembre 1938 à Lugo en Espagne, est un joueur de football international espagnol ayant remporté l'Euro 1964.

## Deportivo La Corogne
Reija commence sa carrière dans le club de La Corogne lors de la saison 1957-1958, le club se trouve en seconde division et lutte pour se maintenir, le club finit 13e, donc obligé de disputer des barrages contre un club de troisième division le Club Deportivo Ourense. La Corogne s'impose dans les deux matchs et sauve sa peau.
Reija ne dispute presque aucune rencontre pendant son séjour au Deportivo et reste dans le club jusqu'à la saison 1958-1959, la Corogne finit 7e et Reija en profite au partir au Real Saragosse.

## Real Saragosse
Severino débute à Saragosse à la saison 1959-1960 et dispute 29 matchs cette saison ce qui n'est pas mal pour un défenseur de 21 ans ; le club finit à la 7e place. La saison 1960-1961 permet à Reija d'être en compétition avec son club pour le championnat avec le Real Madrid qui termine champion cette saison, l'Atlético Madrid second et le FC Barcelone qui prend la 4e place, Saragosse devient un prétendant au titre pour la saison 1961-1962.
Reija est sélectionné pour participer à la Coupe du monde de football 1962 avec l'Espagne. Il ne dispute que le premier match contre la Tchécoslovaquie (défaite 1-0). Il assiste à l'élimination dans le groupe depuis le banc de touche. 
Le club termine 5e lors de la saison 62-63 et confirme son statut d'« équipe dangereuse » en affrontant le FC Barcelone en Coupe du Roi, match qui est remporté par Barcelone 3-1. Mais Saragosse efface la défaite de l'an passé et remporte la Coupe du Roi 1963-1964 après avoir dominé l'Atlético Madrid 2-1 et après avoir amélioré son classement et terminé 4e.
Le club s'illustre sur la scène européenne en remportant la Coupe des villes de foires 1963-1964 après avoir crucifié Iraklis Salonique au premier tour (6-1;3-0), battu le FC Lausanne-Sport (1-2;0-3) en huitième, la Juventus Turin en quart de finale (3-2;0-0), le RFC de Liège en demi (1-0;1-2,0-2) et enfin remporté la coupe devant le Valence CF 2-1.
Reija participe à l'épopée espagnole lors de l'Euro 1964 qui voit une victoire de l'Espagne 2-1 contre l'Union soviétique ; Reija ne joue pas le dernier carré de cette compétition mais remporte quand même une médaille.
Saragosse continue sur sa lancée et termine 3e lors de la saison 1964-1965 et est battu en finale de la Coupe du Roi par l'Atlético Madrid 1-0.
Saragosse termine 4e du championnat 65-66 et remporte la Coupe Nationale en battant l'Athletic Bilbao 2-0, l'équipe est qualifié pour la Coupe d'Europe des vainqueurs de coupe de football 1966-1967.
Reija participe à la Coupe du monde de football 1966 en Angleterre, il est titulaire à 2 des 3 matchs mais ne peut empêcher une nouvelle élimination de son pays dans les phases de poules.
La saison 1966-1967 se solde par une 5e place, par le premier et seul but de Reija, une qualification à la Coupe des villes de foires 1967-1968 et par une élimination en coupe des vainqueurs de coupe par le Rangers FC en quart de finale (2-0;0-2).
Saragosse ne va pas loin dans la Coupe des villes de foires, le club est éliminé par le club hongrois Ferencváros TC (2-1;0-3), le club termine 5e du championnat. Reija raccroche à la fin de cette saison.